# Miho Nakayama
Miho Nakayama (中山 美穂?, Nakayama Miho; Tokyo, 1º marzo 1970 – Tokyo, 6 dicembre 2024) è stata una cantante, attrice e modella giapponese.

## Biografia
Idol negli anni 1980, fece parte delle Idol Shitennou nome dato alle quattro Idol più famose alla fine degli anni '80. Sorella di Shinobu Nakayama, debuttò nel 1985 in un film live action basato sul manga Be-Bop High School e nel 1987 fu protagonista del videogioco Nakayama Miho no Tokimeki High School, un dating sim per Famicom Disk System.
Nel 1995 ottenne un Blue Ribbon Awards per la miglior attrice per il suo ruolo in Love Letter di Shunji Iwai. Nel 2018 partecipò al live action Marmalade Boy.
Fu trovata morta nella sua casa il 6 dicembre 2024.

## Vita privata
Si sposò nel 2002 con il musicista Hitonari Tsuji e insieme a lui si trasferì a Parigi dove nacque il suo unico figlio nel 2003. Dopo aver divorziato dal marito nel 2014, ritornò da sola in Giappone.

## Discografia

### Album
|    | Titolo                                 | Data di uscita    | Posizione in classifica |
| -- | -------------------------------------- | ----------------- | ----------------------- |
| 1  | 「C」                                  | 21 agosto 1985    | 11                      |
| 2  | AFTER SCHOOL                           | 18 dicembre 1985  | 13                      |
| 3  | SUMMER BREEZE                          | 1 luglio 1986     | 8                       |
| 4  | EXOTIQUE                               | 18 dicembre 1986  | 6                       |
| 5  | ONE AND ONLY                           | 15 luglio 1987    | 3                       |
| 6  | CATCH THE NITE                         | 10 febbraio 1988  | 1                       |
| 7  | Mind Game                              | 11 luglio 1988    | 2                       |
| 8  | Angel Hearts                           | 5 dicembre 1988   | 3                       |
| 9  | Hide'n Seek                            | 5 settembre 1989  | 1                       |
| 10 | Merry Merry                            | 5 dicembre 1989   | 9                       |
| 11 | ALL FOR YOU                            | 16 marzo 1990     | 3                       |
| 12 | Jeweluna                               | 18 luglio 1990    | 3                       |
| 13 | De'eaya                                | 15 marzo 1991     | 2                       |
| 14 | Mellow                                 | 10 giugno 1992    | 3                       |
| 15 | Wagamama Actress (わがまま あくとれす) | 23 giugno 1993    | 4                       |
| 16 | Pure White                             | 8 giugno 1994     | 3                       |
| 17 | Mid Blue                               | 30 settembre 1995 | 7                       |
| 18 | Deep Lip French                        | 1 giugno 1996     | 13                      |
| 19 | Groovin' Blue                          | 21 giugno 1997    | 28                      |
| 20 | OLIVE                                  | 23 giugno 1998    | 9                       |
| 21 | manifesto                              | 16 settembre 1999 | 29                      |
| 22 | Neuf Neuf                              | 4 dicembre 2015   | 28                      |

Album dal vivo
|   | Titolo                                        | Data di uscita   | Posizione in classifica |
| - | --------------------------------------------- | ---------------- | ----------------------- |
| 1 | VIRGIN FLIGHT '86 MIHO NAKAYAMA FIRST CONCERT | 1 agosto 1986    | 19                      |
| 2 | Pure White Live '94                           | 23 dicembre 1994 | 15                      |

### Raccolte
|   | Titolo         | Data di uscita   | Posizione in classifica |
| - | -------------- | ---------------- | ----------------------- |
| 1 | COLLECTION I   | 5 novembre 1987  | 1                       |
| 2 | COLLECTION II  | 21 novembre 1990 | 2                       |
| 3 | COLLECTION III | 1 marzo 1995     | 3                       |
| 4 | COLLECTION VI  | 1 febbraio 2006  | 300                     |

### Album di Remix
|   | Titolo                                             | Data di uscita  | Posizione in classifica |
| - | -------------------------------------------------- | --------------- | ----------------------- |
| 1 | Makin' Dancin'                                     | 21 ottobre 1988 | 2                       |
| 2 | MIHO NAKAYAMA DANCE BOX                            | 25 luglio 1991  | 3                       |
| 3 | THE REMIXES MIHO NAKAYAMA MEETS New York GROOVE    | 3 dicembre 1997 | 57                      |
| 4 | THE REMIXES MIHO NAKAYAMA MEETS Los Angeles GROOVE | 9 gennaio 1998  | 80                      |